# Impatiens chishuiensis
Impatiens chishuiensis là một loài thực vật có hoa trong họ Bóng nước. Loài này được Y.X. Xiong mô tả khoa học đầu tiên năm 1996.